# Seldon Powell
Seldon Powell (Lawrenceville, 15 november 1928 - Hempstead, 25 januari 1997) was een Amerikaanse jazzmuzikant (tenorsaxofoon, fluit) van de souljazz, swing en rhythm-and-blues.

## Biografie
Powell bezocht tot 1957 de Juilliard School of Music in New York. Aan het begin van zijn carrière speelde Powell met swingmuzikanten als Lucky Millinder (1949–1951), Sy Oliver, Erskine Hawkins, Neal Hefti, Don Redman (1952 tot 1955), het Sauter-Finegan Orchestra en Louie Bellson. In 1958 was hij in Europa met Benny Goodman en speelde hij in 1959 bij Woody Herman and His Orchestra. Tijdens de jaren 1960 concentreerde hij zich meer op de souljazz en werkte hij met Clark Terry (1963) en Buddy Rich (1960). Hij werkte tijdens de jaren 1960 voor de televisie en als freelancer in New York. In 1968 was hij op het Berkeley Jazz Festival met het Thad Jones/Mel Lewis Orchestra. In de loop van zijn carrière maakte hij opnamen met Big Joe Turner, Billy VerPlanck (1958), Friedrich Gulda (1956), Charlie Byrd, Eddie Jefferson, Tony Aless, Ernie Wilkins, Gato Barbieri, Joe Thomas en de 7th Avenue Stompers. Hij maakte deel uit van Shirley & Company.

## Discografie
- 1956: Big Joe Turner: Boss of the Blues (Atlantic Records)
- 1956: The Sauter-Finegan Orchestra – New Directions In Music (RCA Victor
- 1959: Seldon Powell Sextet Featuring Jimmy Cleveland (Vogue) met Roland Hanna, Freddie Green, Aaron Bell, Osie Johnson, Gus Johnson
- 1956: Conte Candoli: Rhythm Plus One (Epic Records)